# Anthony D. Smith
 Anthony D. Smith (Londres, 23 de septiembre de 1939-ibidem, 19 de julio de 2016) fue un sociólogo y profesor emérito de nacionalismo y etnicidad en la London School of Economics, y se considera uno de los fundadores del campo de estudio interdisciplinario del nacionalismo. Smith fue alumno de Ernest Gellner pero sus ideas acerca del nacionalismo divergían.
El planteamiento sobre el nacionalismo de Smith, es el etnosimbolismo, un hibrído entre el primordialismo y el modernismo.

## Estudio del nacionalismo

### Nacionalismo étnico
Una de sus más conocidas contribuciones al campo de estudio es la distinción entre nacionalismo étnico y cívico.
Smith defendía que muchas naciones tienen un origen premoderno, la etnia, enfoque contrario a los "modernistas"; sin embargo advierte que no eran naciones, pues el nacionalismo es un fenómeno estrictamente moderno como también los son las naciones. Tampoco una etnia conduce necesariamente a una nación, pues incluso una misma nación puede incluir a varias comunidades culturales. La etnia y la nación no se identifican pero mantienen un vínculo constitutivo e histórico.
Smith argumenta que el nacionalismo se basa en la historia preexistente del "grupo", un intento de configurar esta historia en un sentido de identidad común e historia compartida. Eso no quiere decir que esta historia deba ser académicamente válida o convincente, pero Smith afirma que muchos nacionalismos se basan en interpretaciones históricamente defectuosas de eventos pasados y tienden a mitificar partes pequeñas e inexactas de su historia. Además, Smith razona que las interpretaciones nacionalistas del pasado con frecuencia se fabrican para justificar posiciones políticas y étnicas modernas.
El nacionalismo, según Smith, no exige que los miembros de una "nación" sean todos iguales, sino solo que sientan un intenso vínculo de solidaridad con la nación y otros miembros de su nación. Un sentido de nacionalismo puede habitar y producirse a partir de cualquier ideología dominante que exista en un lugar determinado. El nacionalismo se basa en sistemas de parentesco, religiosos y de creencias preexistentes.

### Naciones y naciones-estados
Cuando habla de estados nación, Smith señala: "Podemos llamar estado a un estado-nación" solo si una población étnica y cultural habita en los límites de un estado, y los límites de ese estado son coextensivos con los límites de esa población étnica y cultural ". [3]
Smith define el nacionalismo como "un movimiento ideológico para alcanzar y mantener la autonomía, la unidad y la identidad en nombre de una población considerada por algunos de sus miembros como una 'nación' real o potencial". [4]
Una nación, mientras tanto, es "una población nombrada que comparte un territorio histórico, mitos comunes y recuerdos históricos, una cultura pública masiva, una economía común y derechos y deberes legales comunes para sus miembros". Las etnias, a su vez, se definen como "unidades de población nombradas con mitos de ascendencia común y recuerdos históricos, elementos de cultura compartida, algunos vinculados con un territorio histórico y algo de solidaridad, al menos entre sus élites". [5] Los límites de una etnia pueden ser bastante reconocibles incluso cuando no todas sus características aparecen al mismo tiempo. Es decir, en otras palabras, no es una cuestión de un mínimo común denominador.
Smith afirma que incluso cuando las naciones son el producto de la modernidad, es posible encontrar elementos étnicos que sobreviven en las naciones modernas. Los grupos étnicos son diferentes de las naciones. Las naciones son el resultado de una triple revolución que comienza con el desarrollo del capitalismo y lleva a una centralización burocrática y cultural junto con una pérdida de poder por parte de la Iglesia. Smith, sin embargo, sostiene que también hay muchos casos de naciones antiguas y, por lo tanto, no puede considerarse un modernista. Es a menudo considerado como el "padre fundador" del etno-simbolismo. El enfoque etno-simbolista de Smith ha sido críticamente examinado por varios estudiosos modernistas. [6] [7] [8]

## Libertad académica
En 1987, el Parlamento propuso someter a las universidades británicas hasta entonces semiautónomas a un control estatal mucho más estricto. Preocupado por la amenaza que esto representaba para la libertad académica individual y para la independencia de la investigación y la publicación, Smith fundó el Consejo para la Autonomía Académica, [9] y continuó como su Secretario a largo plazo. Esto obtuvo un éxito temprano, surgido de su petición al Parlamento y su cabildeo y representación en la Cámara de los Lores, en una enmienda a la Ley de Reforma Educativa de 1988 que garantiza la libertad de expresión y publicación para el personal académico en las universidades más antiguas [10]. El Consejo continuó su interacción con el Gobierno [11] y la organización de simposios sobre la independencia académica en los primeros años del milenio [12]. Ver también Fergus Millar y Conrad Russell, 5th Earl Russell.

## Crítica
La oposición a las tesis de Smith se encontraba principalmente en los modernistas, como el politólogo turco Umut Özkirimli, pero también entre los perennialistas, como el historiador Adrian Hastings.